# IX secolo
Il IX secolo (nono secolo) è il secolo che inizia nell'anno 801 e termina nell'anno 900 incluso.

## Avvenimenti
- Carlo Magno muore, il suo Impero passa a Ludovico il Pio.
- Ludovico il Pio muore e il regno viene diviso tra i suoi figli Carlo il Calvo, Lotario I, Ludovico II il Germanico.
- Nascono le forme embrionali di tedesco e francese e i volgari neolatini.
- Una congiura di palazzo rovescia Irene, Imperatrice bizantina oppositrice. dell'iconoclastia. Prende il trono Niceforo I, suo tesoriere.
- A Venezia iniziano i lavori per la basilica di San Marco.
- I magiari si insediano nel bacino dei Carpazi (895).
- Capua viene distrutta (nell'841) e ricostruita, a poca distanza, nell'856 in un'ansa protetta del fiume Volturno.
- Espansione vichinga.

## Personaggi significativi
- Carlo Magno, re dei Franchi e Imperatore del Sacro Romano Impero.
- Carlo il Calvo, Lotario e Ludovico il Pio, successori di Carlo Magno.
- Carlo il Grosso, Imperatore del Sacro Romano Impero.
- Niceforo I, Imperatore romano d'Oriente
- Michele III, Imperatore romano d'Oriente.
- Basilio I Macedone, Imperatore romano d'Oriente
- Leone VI il Saggio, Imperatore romano d'Oriente.
- Fozio, erudito e patriarca di Costantinopoli.
- Santi Cirillo e Metodio
- Boris I di Bulgaria.
- Alfredo il Grande, re del Wessex.

## Invenzioni, scoperte, innovazioni
- Prima citazione dell'esistenza de Le mille e una notte, raccolta di racconti del vicino e del Medio Oriente.
- Nasce il primo nucleo della Scuola Medica Salernitana, la più antica istituzione universitaria d'Europa.
- In Persia nasce l'algebra.
- Si diffonde l'alfabeto cirillico in Europa Orientale.